# Haburugala
Haburugala är en administrativ by i Sri Lanka.   Den ligger i provinsen Uvaprovinsen, i den södra delen av landet, 140 km sydost om huvudstaden Colombo.